# Моррісонвілл (Іллінойс)
Моррісонвілл (англ. Morrisonville) — селище (англ. village) в США, в окрузі Крістіан штату Іллінойс. Населення — 997 осіб (2020).

## Географія
Моррісонвілл розташований за координатами 39°25′18″ пн. ш. 89°27′32″ зх. д. / 39.42167° пн. ш. 89.45889° зх. д. (39.421668, -89.459007).  За даними Бюро перепису населення США в 2010 році селище мало площу 2,68 км², уся площа — суходіл.

## Демографія
Згідно з переписом 2010 року, у селищі мешкало 1056 осіб у 418 домогосподарствах у складі 292 родин. Густота населення становила 394 особи/км².  Було 459 помешкань (171/км²).
Расовий склад населення:
| - 98,5 % — білих - 0,6 % — чорних або афроамериканців - 0,3 % — корінних американців |

До двох чи більше рас належало 0,3 %. Частка іспаномовних становила 0,9 % від усіх жителів.
За віковим діапазоном населення розподілялося таким чином: 26,8 % — особи молодші 18 років, 55,7 % — особи у віці 18—64 років, 17,5 % — особи у віці 65 років та старші. Медіана віку мешканця становила 40,1 року. На 100 осіб жіночої статі у селищі припадало 98,5 чоловіків;  на 100 жінок у віці від 18 років та старших — 99,2 чоловіків також старших 18 років.
Середній дохід на одне домашнє господарство  становив 63 296 доларів США (медіана — 53 672), а середній дохід на одну сім'ю — 71 781 долар (медіана — 67 500). За межею бідності перебувало 9,0 % осіб, у тому числі 9,1 % дітей у віці до 18 років та 9,3 % осіб у віці 65 років та старших.
Цивільне працевлаштоване населення становило 433 особи. Основні галузі зайнятості: освіта, охорона здоров'я та соціальна допомога — 35,3 %, роздрібна торгівля — 12,5 %, сільське господарство, лісництво, риболовля — 8,8 %, транспорт — 7,4 %.